# Michał Trejgis
Michał Trejgis (ur. 4 grudnia 1920 w Szumieliszkach w gminie Soły, zm. 29 listopada 2003) – polski inżynier rolnictwa i polityk, poseł na Sejm PRL VI kadencji.

## Życiorys
Był synem Romualda i Michaliny. Podczas II wojny światowej pracował w przemyśle leśnym. W 1945 przesiedlony w powojenne granice Polski, został uczniem gimnazjum w Bojanowie. Od 1946 pracował na różnych stanowiskach w gospodarstwach rolnych (od 1949 w państwowych gospodarstwach rolnych) na Pomorzu. Od 1947 członek Stronnictwa Ludowego, potem Zjednoczonego Stronnictwa Ludowego. W latach 1957–1961 był prezesem Powiatowego Komitetu stronnictwa w Świnoujściu. Od 1958 do 1960 był radnym Wojewódzkiej Rady Narodowej w Szczecinie. W 1960 został wiceprzewodniczącym Zarządu Wojewódzkiego Towarzystwa Przyjaźni Polsko-Radzieckiej. W latach 1961–1963 pełnił funkcje radnego i wiceprzewodniczącego Powiatowej Rady Narodowej w Stargardzie Szczecińskim, a także wiceprezesa tamtejszego PK ZSL. Od 1962 był sekretarzem, a od 1971 do 1973 prezesem, a następnie do 1974 wiceprezesem Wojewódzkiego Komitetu ZSL w Szczecinie. W 1964 został wiceprzewodniczącym Wojewódzkiego Komitetu Frontu Jedności Narodu. W latach 1972–1976 pełnił mandat posła na Sejm PRL z okręgu wyborczego Stargard Szczeciński, zasiadając w Komisji Gospodarki Morskiej i Żeglugi. W 1973 został dyrektorem Wojewódzkiej Stacji Doświadczalnej Oceny Odmian w Ostoi. Od 1973 do 1976 był zastępcą członka Naczelnego Komitetu ZSL. W Wyższej Szkole Rolniczej w Poznaniu został inżynierem rolnictwa, później w WSR w Szczecinie został magistrem ekonomiki rolnictwa.
Pochowany 5 grudnia 2003 na cmentarzu Centralnym w Szczecinie.

## Odznaczenia
- Krzyż Kawalerski Orderu Odrodzenia Polski
- Złoty Krzyż Zasługi
- Brązowy Medal „Za zasługi dla obronności kraju”
- Odznaka 1000-lecia Państwa Polskiego